# Xiadong (sockenhuvudort i Kina, Hunan Sheng, lat 26,77, long 113,53)
Xiadong (kinesiska: 下东, 小车, 下东乡) är en sockenhuvudort i Kina. Den ligger i provinsen Hunan, i den södra delen av landet, omkring 170 kilometer söder om provinshuvudstaden Changsha. Antalet invånare är 38 076. Befolkningen består av 19 192 kvinnor och 18 884 män. Barn under 15 år utgör 19,0 %, vuxna 15-64 år 72 %, och äldre över 65 år 8,0 %.
Runt Xiadong är det ganska tätbefolkat, med 179 invånare per kvadratkilometer. Närmaste större samhälle är Yaopi, 17,8 km nordost om Xiadong. Trakten runt Xiadong består till största delen av jordbruksmark.
Genomsnittlig årsnederbörd är 1 971 millimeter. Den regnigaste månaden är maj, med i genomsnitt 295 mm nederbörd, och den torraste är oktober, med 26 mm nederbörd.